# James Lascelles
James Edward Lascelles (5 oktober 1953) is een Brits muzikant. Heden ten dage is hij toetsenist.
Lascelles is de tweede zoon van George Lascelles en de pianiste Marion Stein. Zijn vader is een neef van Koningin Elizabeth II.

Hij trouwde op 4 april 1973 met Frederica Ann Duhrrsen (12 juni 1954), zij kregen twee kinderen:
- Sophie Lascelles (1 oktober 1973)
- Rowan Lascelles (6 november 1977)

Ze scheidden van elkaar in 1985.
Op 4 mei 1985 trouwde Lascelles met Lori "Shadow" Susan Lee (29 augustus 1954 - 29 juni 2001). Lascelles en Lee hadden al een dochter en kregen er nog een zoon bij:
- Tanit Lascelles (1 juli 1981)
- Tewa Lascelles|Tewa (8 juni 1985)

Het paar scheidde in 1996.
Op 30 januari 1999 trouwde Lascelles met Joy Elias-Rilwan (15 juni 1954). Elias-Rilwan komt uit Nigeria en houdt zich actief bezig met het bestrijden van aids.
Lascelles' jongste dochter, Tanit, staat niet in de lijn van de Britse troonopvolging omdat ze geboren is voordat haar moeder met Lascelles getrouwd was. Daarna interesseerde hij zich voor wereldmuziek, nam tribale muziek op in Noord-Afrika en New Mexico en bracht deze uit op zijn eigen label, Tribal Music International. Hij begon ook muziek te componeren voor theater, The Footsbarn Travelling Theatre Company en Tiata Fahodzi, en film. Hij speelt nu keyboards, voor Cockney Rebel en zijn eigen wereldmuziekband, Talking Spirit, en werkt met ontevreden kinderen uit de binnenstad. Vanaf 2011 trad Lascelles op met Mike Storey als "The Ivory Brothers". 